# Eulamprus quoyii
Espèce
Synonymes
- Scincus vittatus Quoy & Gaimard, 1824
- Lygosoma quoyii Duméril & Bibron, 1839
- Hinulia gastrosticta Günther, 1875

Eulamprus quoyii est une espèce de sauriens de la famille des Scincidae.

## Répartition
Cette espèce est endémique d'Australie. Elle se rencontre au Queensland, en Nouvelle-Galles du Sud, en Australie-Méridionale et au Victoria.

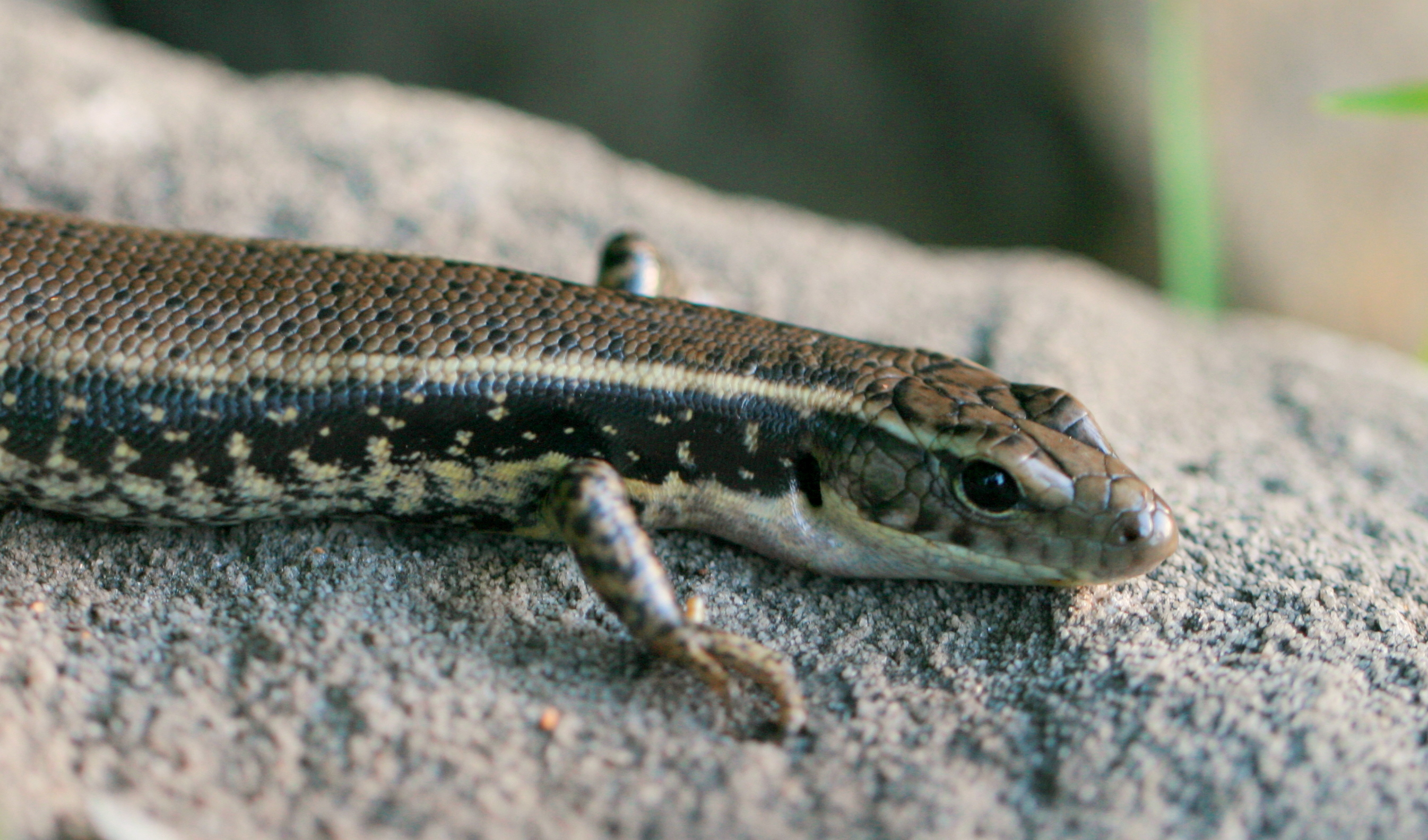

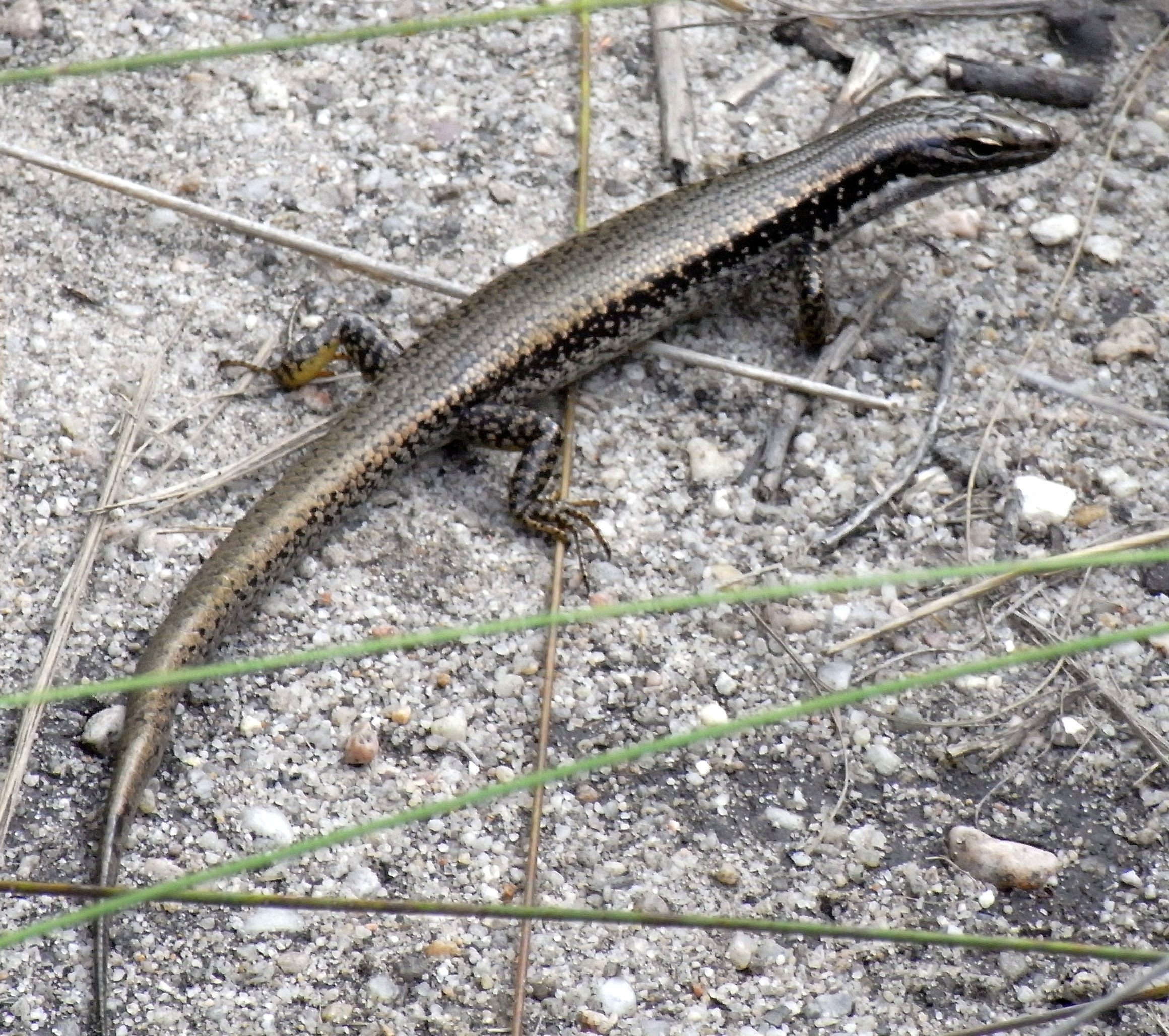

## Taxinomie
Cette espèce a d'abord été décrite sous le nom Scincus vittatus par Quoy & Gaimard en 1824. Or ce nom était déjà occupé par Scincus vittatus Olivier, 1804 (dont le nom est maintenant Trachylepis vittata (Olivier, 1804)), Duméril & Bibron en 1839 ont donc proposé un nouveau nom faisant référence au premier descripteur.

## Étymologie
Cette espèce est nommée en l'honneur de Jean René Constant Quoy.

## Publications originales
- Duméril & Bibron, 1839 : Erpétologie Générale ou Histoire Naturelle Complète des Reptiles. vol. 5, Roret/Fain et Thunot, Paris, p. 1-871 (texte intégral).
- Quoy & Gaimard, 1824 : Zoologie Voyage Autour du Monde, Entrepris par le ministère et conformément aux instructions de s. exc. M. le Vicomte du Bouchage, Secrétaire d’État au Department de la Marine, Exécuté sur les corvettes de S.M. l’Uranie et la Physicienne, pendant les années 1817–1820. Zoologie. Paris, p. 1–712.